# Rita Indiana
Pour les articles homonymes, voir  Indiana.
Rita Indiana, née le 11 juin 1977, est une romancière et auteure-compositrice-interprète queer dominicaine, sélectionnée en 2011 comme l'une des 100 personnalités latinos les plus influentes selon El País. 

## Biographie
Née et élevée à Saint-Domingue, elle est la petite-nièce de la soprano Ivonne Haza (en). Après avoir étudié dans une école catholique, elle entre l'Université autonome de Saint-Domingue pour étudier l'histoire de l'art mais abandonne au bout d'un an.
Rita Indiana est ouvertement lesbienne. De par sa taille — 1,82 m —, elle est surnommée la monstra (le monstre) dans sa République dominicaine natale.

### Musicienne
Après plusieurs années à Porto Rico, elle revient en République dominicaine et créé le groupe Rita Indiana y Los Misterios qui mêle l'art conceptuel, la musique populaire et les rythmes afro-caribéens.
En 2011, elle est sélectionnée parmi les 100 personnalités latinos les plus influentes par le magazine espagnol El País qui la décrit comme un « ouragan des Caraïbes [..] qui exploite la toumente de la langue populaire de Quisqueya ». Cette année-là, elle sort un EP intitulé El Juiero qui mélange le merengue de la culture Afro-Caribéenne avec la musique électronique.
Le 8 septembre 2020, Rita Indiana sort Mandinga Times qui s'inspire du heavy metal qui pour elle « décrit les horreurs vécues en République dominicaine sous la dictature ». C'est son premier album depuis 2011, année où elle s'est lancée dans l'écriture à plein temps. Son premier single, « El Zahir », s'inspire de textes de Jorge Luis Borges tandis que le troisième, « Miedo », — qui signifie « peur » — est dédié à la communauté LGBT.

### Romancière
Rita Indiana sort son premier roman, Estrategia de Chochueca en 2000 suivi de Papi en 2004, deux textes maintenant étudiés dans certaines université américaines telle qu'Harvard et Cornell.
En 2012, elle se tourne vers la littérature à plein temps. Ses ouvrages s'intéressent aux relations entre genre, classe et race dans la société Caribéenne.
Son roman La mucama de Omicunlé, une dystopie sur le changement climatique, publié en 2016 en espagnol est sélectionné pour le Premio Bienal de Novela Mario Vargas Llosa (es) décerné par la ville de Lima qui est finalement remis à Carlos Franz. L'année suivante, elle obtient le Grand Prix Littéraire Région Guadeloupe remis par l'Association des écrivains caribéens, ce qui fait d'elle la première écrivaine de langue espagnole à recevoir ce prix. En 2019, il paraît aux Etats-Unis sous le titre Tentacle, avant d'être publié en français en 2020.

## Distinctions
- 2017 : Grand Prix Littéraire Région Guadeloupe de l'Association des écrivains caribéens pour un « roman plein de dissonances » et « proposition narrative magnifique qui condense une authentique Caraïbe »[12].

## Œuvres

### Nouvelles
- Rumiantes, Riann, 1998
- Ciencia Succión, Amigo del Hogar, 2001
- Cuentos y poemas (1998-2003), Ediciones Cielonaranja, 2017

### Romans
- La estrategia de Chochueca, Riann, 2000
- Papi, Vértigo, 2005
- Nombres y Animales, Periférica, 2013
- La mucama de Omicunlé, Periférica, 2015traduit en français par François-Michel Durazzo sous le titre Les Tentacules, Paris, éditions Rue de l'Échiquier, 2020,  (ISBN 9782374252414).
- Hecho en Saturno, Periférica, 2018

## Discographie
- 2010 : El Juidero
- 2020 : Mandinga Times